# هاشم إبراهيم كابريرا
هاشم إبراهيم كابريرا (بالحرف اللاتيني: Hashim Ibrahim Cabrera) ـ (ولد في إشبيلية سنة 1954) هو فنان تشكيلي إسباني تحول إلى الإسلام. يعد من أبرز مفكري الإسلام المعاصر في إسبانيا، وهو من الأعضاء القياديين بالمجلس الإسلامي في إسبانيا، كما شارك في تأسيس مركز التوثيق والنشر الإسلامي (بالإسبانية: Centro de Documentación y Publicaciones Islámicas). عمل رئيسًا لتحرير مجلة «الإسلام الأخضر» (بالإسبانية: Verde Islam) منذ تأسيسها.

## من مؤلفاته
- الإسلام والفن المعاصر (بالإسبانية: Islam y arte contemporáneo)‏ سنة 1994.
- فقرات موريسكي جديد (بالإسبانية: Párrafos de moro nuevo)‏ سنة 2002.
- مقدمة إلى الإسلام (بالإسبانية: Iniciación al islam)‏ سنة 2005.
- خطب دار السلام (بالإسبانية: Jutbas de Dar as-Salam)‏ سنة 2007.

## وصلات خارجية
- موقع كابريرا على شبكة الإنترنت (بالإسبانية)